# Nat King Cole Sings/George Shearing Plays
Nat King Cole Sings/George Shearing Plays è un album in studio del musicista statunitense Nat King Cole, pubblicato nel 1962 e registrato insieme al pianista George Shearing.

## Tracce
1. September Song – 2:59 (Maxwell Anderson, Kurt Weill)
2. Pick Yourself Up – 3:11 (Dorothy Fields, Jerome Kern)
3. I Got It Bad (and That Ain't Good) – 3:42 (Duke Ellington, Paul Francis Webster)
4. Let There Be Love – 2:45 (Ian Grant, Lionel Rand)
5. Azure-Te – 3:55 (Bill Davis, Don Wolf)
6. Lost April – 3:20 (Eddie DeLange, Emil Newman, Hubert Spencer)
7. (The End of) A Beautiful Friendship – 2:41 (Donald Kahn, Stanley Styne)
8. Fly Me to the Moon – 3:31 (Bart Howard)
9. Serenata – 3:02 (Leroy Anderson, Mitchell Parish)
10. I'm Lost – 3:29 (Otis René)
11. There's a Lull in My Life – 2:25 (Mack Gordon, Harry Revel)
12. Don't Go – 2:32 (Al Stillman, Guy Wood)
13. Everything Happens to Me – 3:20 (Tom Adair, Matt Dennis)
14. The Game of Love – 2:58 (Armando Peraza, Milt Raskin)
15. Guess I'll Go Back Home (This Summer) – 2:51 (Ray Mayer, Willard Robison)